# Сан-Пера-Пасказо
Сан-Пе́ра-Пасказо́ (кат. Sant Pere Pescador, літературною каталанською [san 'peɾə pəskə'ðo]) - муніципалітет, розташований в Автономній області Каталонія, в Іспанії. Знаходиться у районі (кумарці) Ал Ампурда провінції Жирона, згідно з новою адміністративною реформою перебуватиме у складі Баґарії (округи) Жирона.

## Походження назви міста
Назва походить від латинських слів sanctum - "святий", Pĕtrus - "Петро", piscatōre - "рибалка", тобто йдеться про апостола Петра.

## Населення
Населення міста (у 2007 р.) становить 1.878 осіб (з них менше 14 років - 14,3%, від 15 до 64 - 70%, понад 65 років - 15,8%). У 2006 р. народжуваність склала 14 осіб, смертність - 9 осіб, зареєстровано 1 шлюб. У 2001 р. активне населення становило 597 осіб, з них безробітних - 52 особи.

Серед осіб, які проживали на території міста у 2001 р., 1.006 народилися в Каталонії (з них 753 особи у тому самому районі, або кумарці), 175 осіб приїхало з інших областей Іспанії, а 244 особи приїхали з-за кордону. 

Університетську освіту має 12,6% усього населення. 

У 2001 р. нараховувалося 522 домогосподарства (з них 24,3% складалися з однієї особи, 27,2% з двох осіб,18,6% з 3 осіб, 19% з 4 осіб, 6,9% з 5 осіб, 1,9% з 6 осіб, 0,8% з 7 осіб, 1% з 8 осіб і 0,4% з 9 і більше осіб).

Активне населення міста у 2001 р. працювало у таких сферах діяльності : у сільському господарстві - 17,6%, у промисловості - 10,6%, на будівництві - 13,6% і у сфері обслуговування - 58,2%. 

 У муніципалітеті або у власному районі (кумарці) працює 438 осіб, поза районом - 239 осіб.

### Безробіття
У 2007 р. нараховувалося 55 безробітних (у 2006 р. - 71 безробітний), з них чоловіки становили 49,1%, а жінки - 50,9%.

## Економіка

### Підприємства міста

#### Промислові підприємства
| \| Промислові підприємства міста, за сферою діяльності \| Промислові підприємства міста, за сферою діяльності \| Промислові підприємства міста, за сферою діяльності \| \| Рік \| 2002 р. \| 2001 р. \| \| --------------------------------------------------- \| --------------------------------------------------- \| --------------------------------------------------- \| \| Енергетичні та водні ресурси \| 0% \| 0% \| \| Хімія та метали \| 0% \| 0% \| \| Переробка металів \| 57,1% \| 42,9% \| \| Продукти харчування \| 14,3% \| 14,3% \| \| Текстиль \| 14,3% \| 14,3% \| \| Виробництво меблів, видання \| 14,3% \| 28,6% \| \| Інше \| 0% \| 0% \| \| Усього підприємств \| 7 \| 7 \| |         |         |
| Промислові підприємства міста, за сферою діяльності |         |         |
| Рік | 2002 р. | 2001 р. |
| Енергетичні та водні ресурси | 0%      | 0%      |
| Хімія та метали | 0%      | 0%      |
| Переробка металів | 57,1%   | 42,9%   |
| Продукти харчування | 14,3%   | 14,3%   |
| Текстиль | 14,3%   | 14,3%   |
| Виробництво меблів, видання | 14,3%   | 28,6%   |
| Інше | 0%      | 0%      |
| Усього підприємств | 7       | 7       |

#### Роздрібна торгівля
| \| Підприємства роздрібної торгівлі міста, за сферою діяльності \| Підприємства роздрібної торгівлі міста, за сферою діяльності \| Підприємства роздрібної торгівлі міста, за сферою діяльності \| \| Рік \| 2002 р. \| 2001 р. \| \| ------------------------------------------------------------ \| ------------------------------------------------------------ \| ------------------------------------------------------------ \| \| Продукти харчування \| 54,8% \| 55,3% \| \| Одяг та взуття \| 11,9% \| 13,2% \| \| Товари для дому \| 0% \| 2,6% \| \| Книги та періодичні видання \| 0% \| 0% \| \| Промислова хімічна продукція \| 4,8% \| 2,6% \| \| Продукція, пов'язана з транспортними засобами \| 2,4% \| 2,6% \| \| Інше \| 26,2% \| 23,7% \| \| Усього підприємств \| 42 \| 38 \| |         |         |
| Підприємства роздрібної торгівлі міста, за сферою діяльності |         |         |
| Рік | 2002 р. | 2001 р. |
| Продукти харчування | 54,8%   | 55,3%   |
| Одяг та взуття | 11,9%   | 13,2%   |
| Товари для дому | 0%      | 2,6%    |
| Книги та періодичні видання | 0%      | 0%      |
| Промислова хімічна продукція | 4,8%    | 2,6%    |
| Продукція, пов'язана з транспортними засобами | 2,4%    | 2,6%    |
| Інше | 26,2%   | 23,7%   |
| Усього підприємств | 42      | 38      |

#### Сфера послуг
| \| Підприємства міста, що працюють у сфері послуг, за діяльністю \| Підприємства міста, що працюють у сфері послуг, за діяльністю \| Підприємства міста, що працюють у сфері послуг, за діяльністю \| \| Рік \| 2002 р. \| 2001 р. \| \| ------------------------------------------------------------- \| ------------------------------------------------------------- \| ------------------------------------------------------------- \| \| Гуртова торгівля \| 8% \| 6,1% \| \| Готелі та готельний бізнес \| 41,4% \| 36,6% \| \| Транспорт та зв'язок \| 4,6% \| 3,7% \| \| Посередницькі фінансові послуги \| 4,6% \| 4,9% \| \| Послуги підприємствам \| 3,4% \| 3,7% \| \| Послуги фізичним особам \| 18,4% \| 24,4% \| \| Нерухомість та ін. \| 19,5% \| 20,7% \| \| Усього підприємств \| 87 \| 82 \| |         |         |
| Підприємства міста, що працюють у сфері послуг, за діяльністю |         |         |
| Рік | 2002 р. | 2001 р. |
| Гуртова торгівля | 8%      | 6,1%    |
| Готелі та готельний бізнес | 41,4%   | 36,6%   |
| Транспорт та зв'язок | 4,6%    | 3,7%    |
| Посередницькі фінансові послуги | 4,6%    | 4,9%    |
| Послуги підприємствам | 3,4%    | 3,7%    |
| Послуги фізичним особам | 18,4%   | 24,4%   |
| Нерухомість та ін. | 19,5%   | 20,7%   |
| Усього підприємств | 87      | 82      |

## Житловий фонд
У 2001 р. 1,9% усіх родин (домогосподарств) мали житло метражем до 59 м², 32,2% - від 60 до 89 м², 37,5% - від 90 до 119 м² і
28,4% - понад 120 м².

З усіх будівель у 2001 р. 84,2% було одноповерховими, 10,8% - двоповерховими, 3,2
% - триповерховими, 1,3% - чотириповерховими, 0,2% - п'ятиповерховими, 0% - шестиповерховими,
0% - семиповерховими, 0,3% - з вісьмома та більше поверхами.

## Автопарк
| \| Автомобілі, зареєстровані у місті, за призначенням \| Автомобілі, зареєстровані у місті, за призначенням \| Автомобілі, зареєстровані у місті, за призначенням \| \| Рік \| 2006 р. \| 2005 р. \| \| -------------------------------------------------- \| -------------------------------------------------- \| -------------------------------------------------- \| \| Приватні автомобілі \| 63,2% \| 64,2% \| \| Мотоцикли \| 8,8% \| 8,3% \| \| Вантажівки \| 23,4% \| 23,9% \| \| Трактори \| 0,3% \| 0,2% \| \| Автобуси та ін. \| 4,2% \| 3,4% \| \| Усього автомобілів \| 1.766 шт. \| 1.656 шт. \| |           |           |
| Автомобілі, зареєстровані у місті, за призначенням |           |           |
| Рік | 2006 р.   | 2005 р.   |
| Приватні автомобілі | 63,2%     | 64,2%     |
| Мотоцикли | 8,8%      | 8,3%      |
| Вантажівки | 23,4%     | 23,9%     |
| Трактори | 0,3%      | 0,2%      |
| Автобуси та ін. | 4,2%      | 3,4%      |
| Усього автомобілів | 1.766 шт. | 1.656 шт. |

## Вживання каталанської мови
У 2001 р. каталанську мову у місті розуміли 92% усього населення (у 1996 р. - 91,6%), вміли говорити нею 78,1% (у 1996 р. - 
80,5%), вміли читати 77,2% (у 1996 р. - 75,1%), вміли писати 50,6
% (у 1996 р. - 45,2%). Не розуміли каталанської мови 8%.

## Політичні уподобання
У виборах до Парламенту Каталонії у 2006 р. взяло участь 694 особи (у 2003 р. - 763 особи). Голоси за політичні сили розподілилися таким чином:
| \| Вибори до Парламенту Каталонії \| Вибори до Парламенту Каталонії \| Вибори до Парламенту Каталонії \| \| Рік \| 2006 р. \| 2003 р. \| \| -------------------------------------- \| ------------------------------ \| ------------------------------ \| \| Конвергенція та Єднання (CiU) \| 43,4% \| 44,6% \| \| Соціалістична партія Каталонії (PSC) \| 23,8% \| 22,7% \| \| Народна партія (PP) \| 5,8% \| 5% \| \| Ініціатива за зелену Каталонію (IC) \| 3,3% \| 2,9% \| \| Республіканська лівиця Каталонії (ERC) \| 22% \| 24,1% \| \| Громадянська партія (C's) \| 0,3% \| 0% \| \| Інші \| 1,4% \| 0,8% \| |         |         |
| Вибори до Парламенту Каталонії |         |         |
| Рік | 2006 р. | 2003 р. |
| Конвергенція та Єднання (CiU) | 43,4%   | 44,6%   |
| Соціалістична партія Каталонії (PSC) | 23,8%   | 22,7%   |
| Народна партія (PP) | 5,8%    | 5%      |
| Ініціатива за зелену Каталонію (IC) | 3,3%    | 2,9%    |
| Республіканська лівиця Каталонії (ERC) | 22%     | 24,1%   |
| Громадянська партія (C's) | 0,3%    | 0%      |
| Інші | 1,4%    | 0,8%    |

У муніципальних виборах у 2007 р. взяло участь 810 осіб (у 2003 р. - 754 особи). Голоси за політичні сили розподілилися таким чином:
| \| Муніципальні вибори \| Муніципальні вибори \| Муніципальні вибори \| \| Рік \| 2007 р. \| 2003 р. \| \| -------------------------------------- \| ------------------- \| ------------------- \| \| Конвергенція та Єднання (CiU) \| 17,9% \| 66,2% \| \| Соціалістична партія Каталонії (PSC) \| 34,6% \| 33,8% \| \| Народна партія (PP) \| 0% \| 0% \| \| Ініціатива за зелену Каталонію (IC) \| 0% \| 0% \| \| Республіканська лівиця Каталонії (ERC) \| 47,5% \| 0% \| \| Громадянська партія (C's) \| 0% \| 0% \| \| Інші \| 0% \| 0% \| |         |         |
| Муніципальні вибори |         |         |
| Рік | 2007 р. | 2003 р. |
| Конвергенція та Єднання (CiU) | 17,9%   | 66,2%   |
| Соціалістична партія Каталонії (PSC) | 34,6%   | 33,8%   |
| Народна партія (PP) | 0%      | 0%      |
| Ініціатива за зелену Каталонію (IC) | 0%      | 0%      |
| Республіканська лівиця Каталонії (ERC) | 47,5%   | 0%      |
| Громадянська партія (C's) | 0%      | 0%      |
| Інші | 0%      | 0%      |